# Фісташка Юстиніана

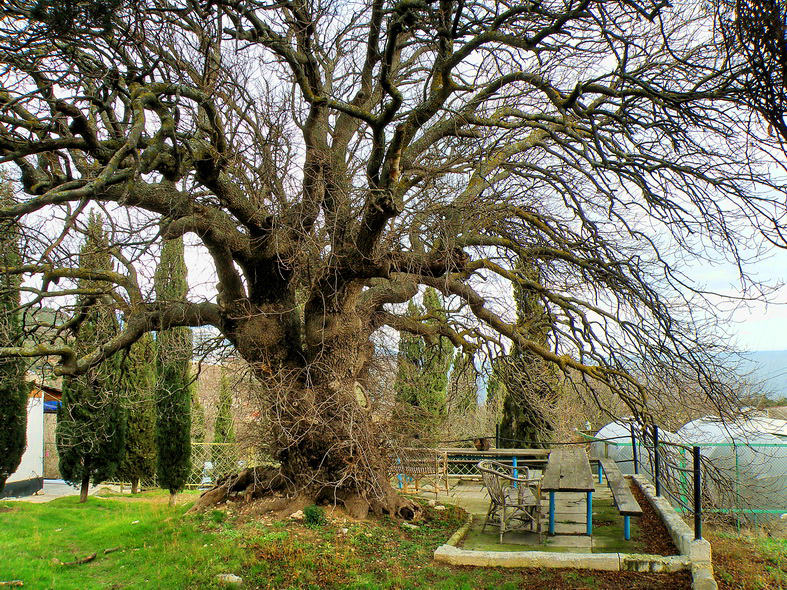
Фісташка Юстиніана

Фісташка Юстиніана. Обхват стовбура 5,60 м. Висота 15 м. Вік 1000 років. Зростає поруч з будівлею маяка на території військової частини «А-4014-А» Міноборони України на самій вершині мису Ай-Тодор. Дерево у хорошому стані. Його необхідно заповісти, захистити і поставити охоронний знак.

## Ресурси Інтернету
- Фотогалерея самых старых и выдающихся деревьев Украины  [Архівовано 8 квітня 2014 у Wayback Machine.]

## Виноски
1. 1 2   Шнайдер С. Л., Борейко В. Е., Стеценко Н. Ф. 500 выдающихся деревьев Украины. — К.: КЭКЦ, 2011. — 203 с.